# Плутовской роман

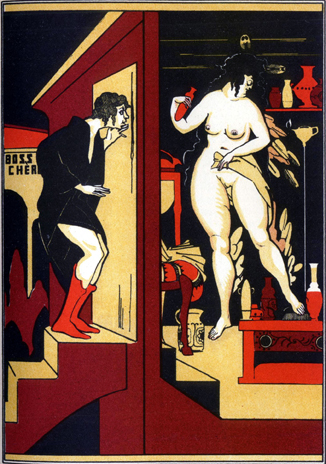
Подглядывание — обычный приём пикарескной фабулистики

Плутовско́й, или пикаре́скный рома́н (исп. novela picaresca) — ранний этап развития европейского романа. Этот жанр сложился в Испании золотого века и в своей классической форме просуществовал до конца XVIII века. Содержание пикарески — похождения «пикаро», то есть плута, жулика, авантюриста. Как правило, это выходец из низов, но иногда в роли пикаро выступали и обедневшие, деклассированные дворяне.

## Характеристики
Плутовской роман строится как хронологическое изложение отдельных эпизодов из жизни пикаро, без внятного композиционного рисунка. Повествование, как правило, ведётся от лица самого пикаро, благодаря чему читатель переносится на место мошенника и невольно проникается к нему симпатией. Пикаро зачастую оправдывает свои нечестные поступки необходимостью выживать в жестоком и равнодушном мире. Жертвами его проделок становятся добропорядочные обыватели, чиновники, криминальные элементы, а также такие же плуты, как и он сам.

## Эволюция
Зёрна плутовского романа содержали уже знаменитые античные романы — «Сатирикон» Петрония и «Золотой осёл» Апулея. Отдельные черты пикарески можно отыскать во многих произведениях средневековой литературы, созданных как в Европе («Декамерон»), так и на Востоке («Веталапанчавиншати», «Путешествие на Запад»).
В своей классической форме плутовской роман возник как противоположность роману рыцарскому. Похождения пикаро — это сниженное отражение странствий идеализированных рыцарей средневековья. Пикаро — это рыцарь без морали и принципов, перенесённый из сказочной атмосферы в повседневный быт. Он втайне презирает принятые в обществе правила поведения и социальные ритуалы. Высмеивая все пережитки средневековья, всё манерное и искусственное, пикареска подготавливала почву для реалистической прозы.

За первый несомненный образец жанра принимают испанскую повесть «Ласарильо с Тормеса», которая вышла в свет в Бургосе в 1554 году. В ней описывается служба мальчишки-бедняка у семи господ, за лицемерными масками каждого из которых кроются разнообразные пороки. Широкая популярность «Ласарильо» породила череду испанских произведений в жанре пикарески: 

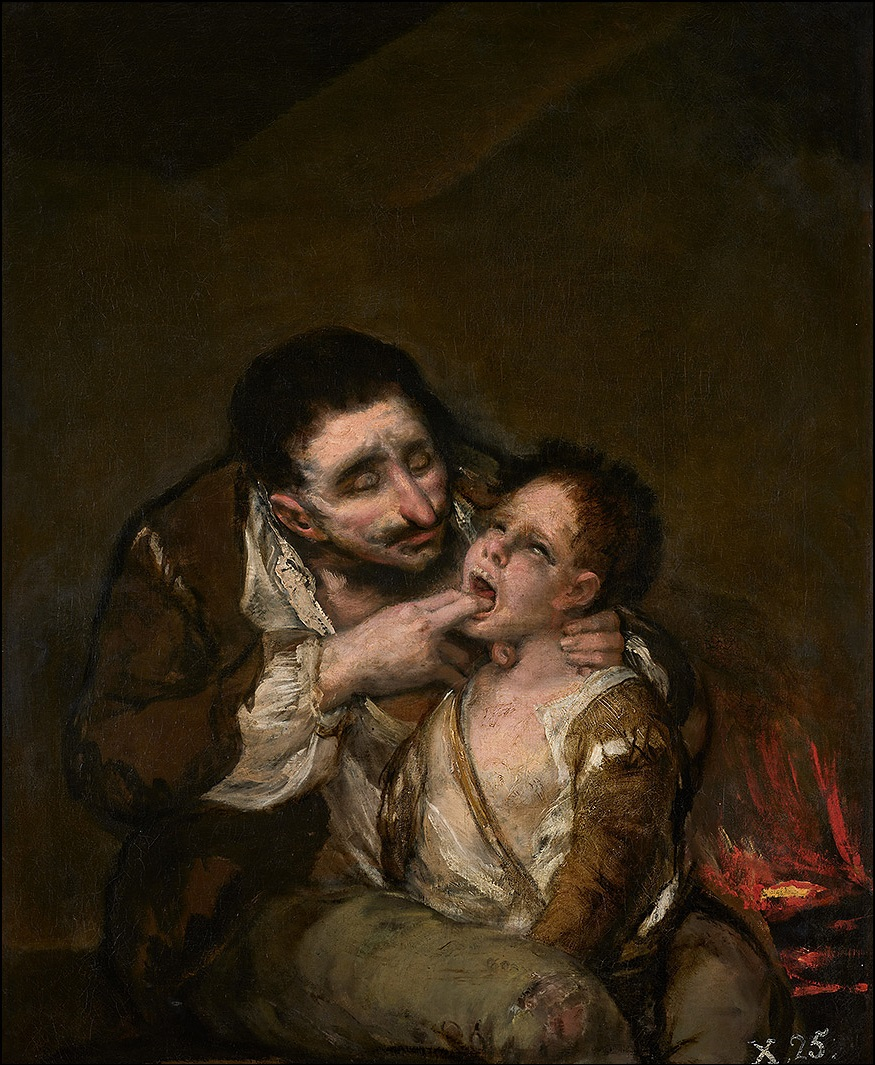
Гойя. Иллюстрация к повести о Ласарильо.

- «Жизнеописание плута Гусмана де Альфараче» Матео Алемана (1599) — эталон жанра, породивший моду на воспроизведение литературой неприкрашенной действительности (прото-реализм)[1];
- «Плутовка Хустина» предположительно доминиканского монаха Андреса Переса де Леона (1605), где описание плутовских проделок героини (в значительной степени навеянное Гусманом) соединено с нравоучениями от автора;
- «Дочь Селестины» Алонсо Херонимо де Салас Барбадилло (1612);
- «История жизни пройдохи по имени дон Паблос» Франсиско де Кеведо (1627);
- «Маркос из Обрегона» Висенте Эспинеля (1618)
- «Хромой бес» Луиса Велеса де Гевары (1641)
- «Севильская Куница или удочка для кошельков» (1642) Алонсо де Кастильо Солорсано

Первый плутовской роман на английском языке, «Злосчастный путешественник» Томаса Нэша, вышел в свет в 1594 году. Французам вкус к пикареске привил Шарль Сорель, автор романа «Правдивое комическое жизнеописание Франсиона» (1623). В 1668 году появился самый знаменитый из немецких плутовских романов — «Симплициссимус».
На русском языке к жанру плутовского романа могут быть отнесены «Пригожая повариха, или Похождения развратной женщины» М. Д. Чулкова, «Российский Жилблаз» В. Т. Нарежного, «Иван Выжигин» Ф. В. Булгарина, а из произведений допетровского времени к пикарескной традиции примыкает «Повесть о Фроле Скобееве».

## Закат жанра
Поздние образцы жанра, за исключением основанного на переработке испанских образцов «Жиль Бласа» француза Лесажа (1715—35), редко достигают художественных высот «Гусмана из Альфараче» и «Великого скупердяя». В XVIII веке пикарескная фабула как средство удержания читательского интереса использовалась в романах самой разной жанровой окраски. Например, в романе «Фанни Хилл» (1748) Джона Клеланда плутовской элемент скрещён с эротико-порнографическим, в «Кандиде» Вольтера (1758) — с жанром философско-нравоучительной повести. Пикарескные сюжеты широко использовали английские классики — Д. Дефо («Молль Флендерс»), Г. Филдинг («История Тома Джонса, найдёныша»), У. М. Теккерей («Ярмарка тщеславия», «Записки Барри Линдона») Т. Смолетт, Ч. Диккенс и др. В XIX веке плутовской роман мутирует в роман приключенческий.

## Влияние

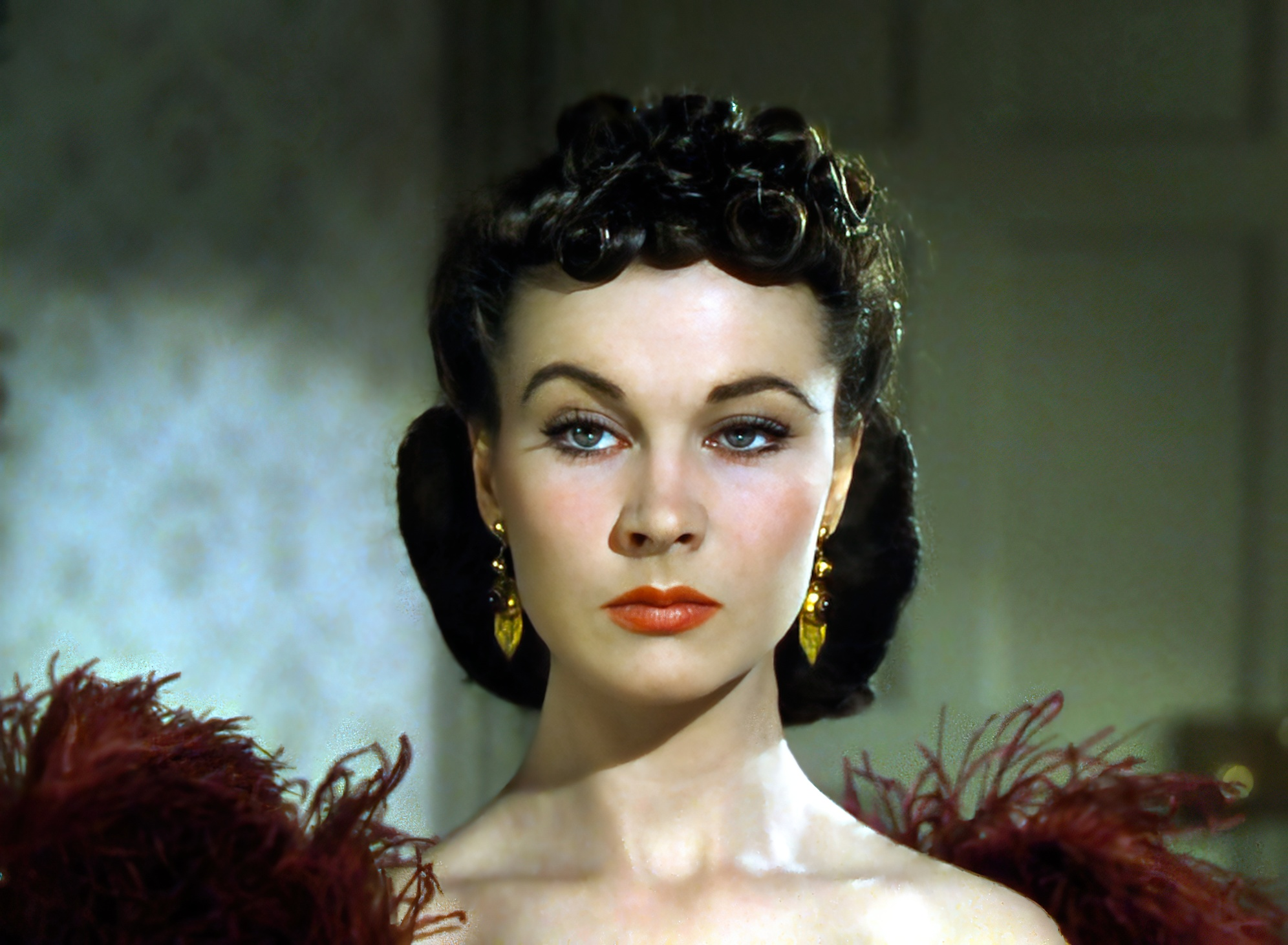
Скарлетт О’Хара — «усовершенствованная» пикара Новейшего времени

Авторы лучших плутовских романов широкими, сочными мазками набросали полную живых деталей картину жизни XVI—XVIII веков. По страницам их книг проходят представители самых разных социальных слоёв и профессий. Своими проделками пройдохи высмеивают застывшие ритуалы и местные обычаи. Сатирический заряд плутовского романа, присущая ему способность вскрывать общественные пороки и ханжество привлекали писателей даже в период модернизма. Как опыты иронического переосмысления жанра литературоведами расцениваются «Приключения Гекльберри Финна» Марка Твена, «Признания авантюриста Феликса Круля» Томаса Манна, «Похождения бравого солдата Швейка» Я. Гашека, «Двенадцать стульев» Ильфа и Петрова. Влияние пикарески ощутимо далеко за пределами жанра, — например, в таких незаурядных произведениях, как «Дон Кихот» и «Мёртвые души».